# 사랑에 빠지는 아주 특별한 법칙
《사랑에 빠지는 아주 특별한 법칙》(영어: Laws of Attraction)은 아일랜드, 영국, 독일에서 제작된 피터 하윗 감독의 2004년 로맨틱 코미디 영화이다. 피어스 브로스넌, 줄리앤 무어 등이 출연하였고, 줄리 더크 등이 제작에 참여하였다.

## 줄거리
서로 성향이 완전히 정반대인 뉴욕의 이혼 전문 변호사 대니얼과 오드리는 록스타와 드레스 디자이너의 이혼 공방에서 적으로 마주친다. 그러나 둘은 이혼 분쟁의 가장 큰 주제인 아일랜드 성에 함께 머물게 되면서 뜻밖에도 서로에게 끌리고 만다.

## 출연진
- 피어스 브로스넌
- 줄리앤 무어
- 파커 포지
- 마이클 신
- 프랜시스 피셔
- 노라 던
- 마이크 도일
- 앨런 휴스턴
- 브렛 테일러
- 세라 길버트

## 기타 제작진
- 라인 제작: 폴 마일러
- 배역: 존 허버드, 어맨다 매키 존슨, 캐시 샌드리치
- 미술: 찰스 우드
- 의상: 조앤 버긴